# Ла-Шапель-де-Фужерес
Ла-Шапель-де-Фужерес (фр. La Chapelle-des-Fougeretz) — коммуна на северо-западе Франции, находится в регионе Бретань, департамент Иль и Вилен, округ Ренн, кантон Беттон. Коммуна расположена в 7 км к северу от Ренна, в 5 км от кольцевой автомобильной дороги вокруг Ренна N136. 
Население (2018) — 4 735 человек. 

## Достопримечательности
- Неороманская церковь Святого Жозефа конца XIX века
- «Марокканский» сад

## Экономика
Структура занятости населения:
- сельское хозяйство — 14,1 %
- промышленность — 10,5 %
- строительство — 8,7 %
- торговля, транспорт и сфера услуг — 52,6 %
- государственные и муниципальные службы — 14,1 %

Уровень безработицы (2018) — 9,0 % (Франция в целом —  13,4 %, департамент Иль и Вилен — 10,4 %). 

Среднегодовой доход на 1 человека, евро (2018) — 24 390 (Франция в целом — 21 730, департамент Иль и Вилен — 22 230).

## Демография
Динамика численности населения, чел.

## Администрация
Пост мэра Ла-Шапель-де-Фужереса с 2020 года занимает Анн Ле Флош (Anne Le Floch). На муниципальных выборах 2020 года возглавляемый ею левый список победил во 2-м туре, получив 41,83 % голосов (из трех списков).
| Период | Период | Фамилия         | Партия                               | Примечания                                                                                                |
| ------ | ------ | --------------- | ------------------------------------ | --- |
| 1971   | 1983   | Жорж Мартине    | Социалистическая партия              | учитель                                                                                                   |
| 1983   | 2008   | Филипп Туртелье | Социалистическая партия              | учитель французского языка, член Генерального совета департамента, депутат Национального собрания Франции |
| 2008   | 2014   | Жизель Апето    | Социалистическая партия              | государственный служащий                                                                                  |
| 2014   | 2020   | Жан-Ив Широн    | Разные правые Республиканцы          | руководитель компании                                                                                     |
| 2020   |        | Анн Ле Флош     | Коммунистическая партия Разные левые | профсоюзная активистка, директор школы                                                                    |

## Города-побратимы
- Леглейд, Англия
- Кальхройт, Германия

## Галерея

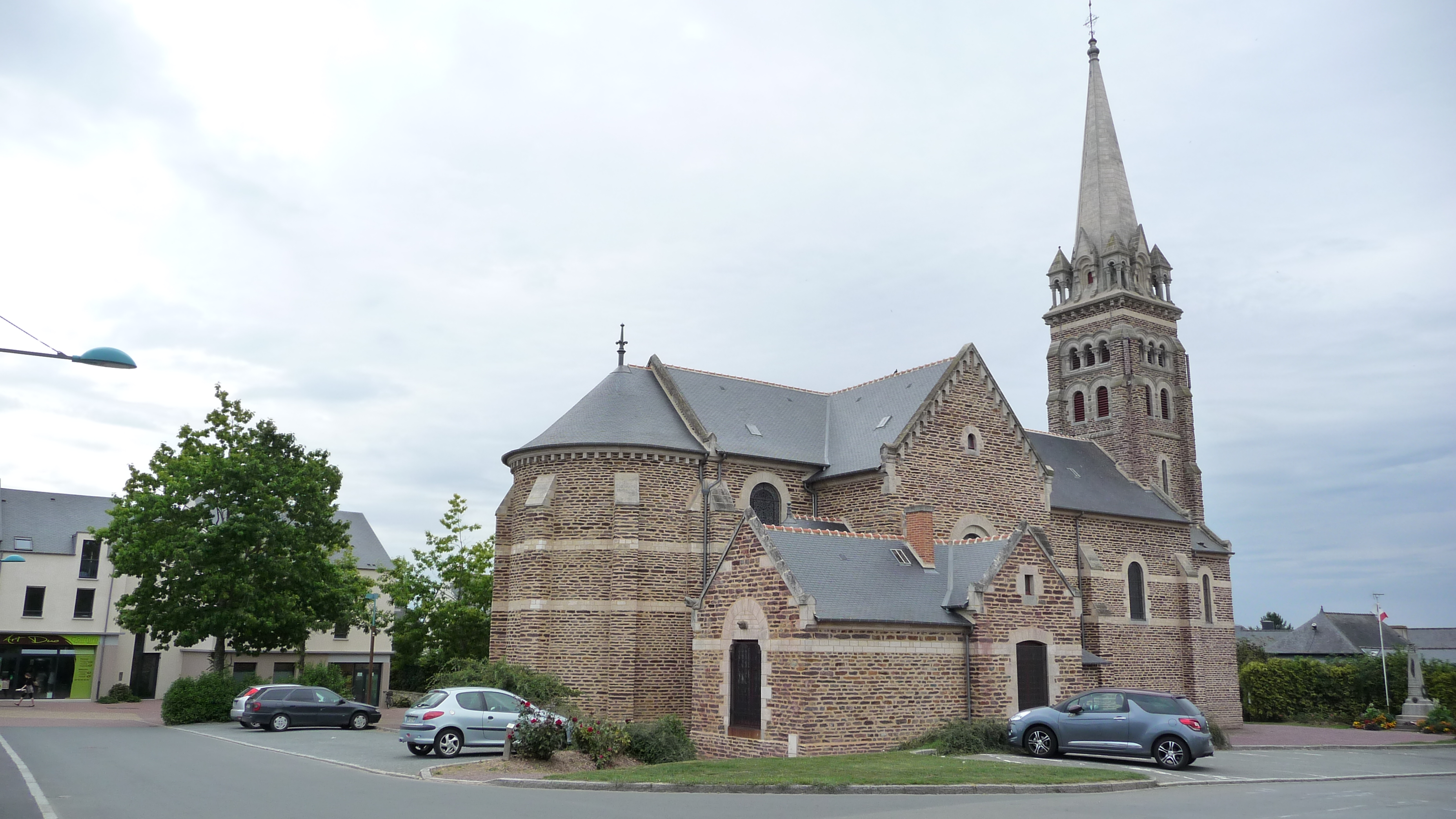
Церковь Святого Жозефа
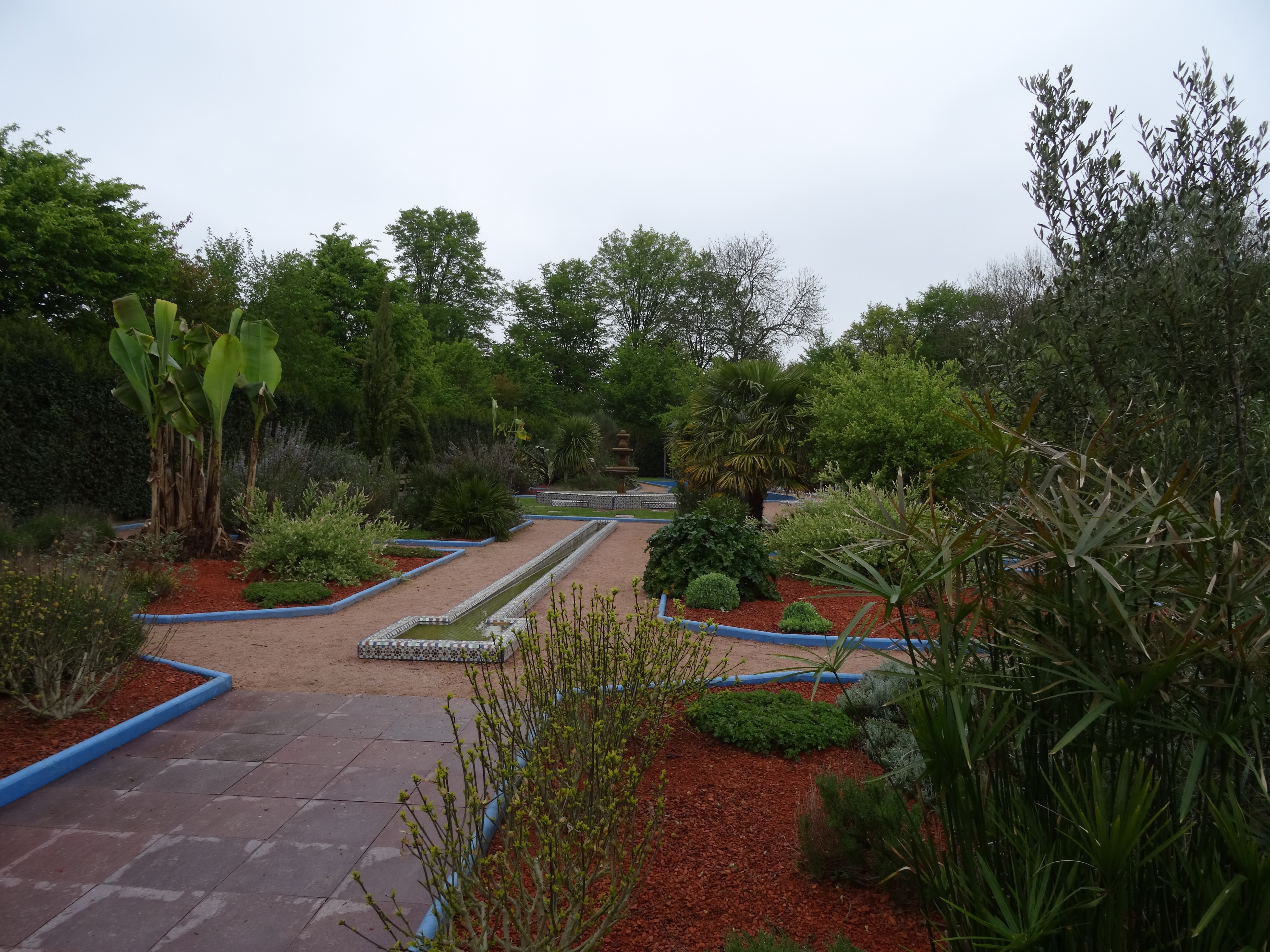
Марокканский сад